# Stenosoma teissieri
Stenosoma teissieri là một loài chân đều trong họ Idoteidae. Loài này được Prunus & Pantoustier miêu tả khoa học năm 1976.